# Juan Regis Brozzi
Juan Regis Brozzi (* 8. Februar 1920 in Villa Ballester; † 7. Oktober 1987) war ein argentinischer Fußballschiedsrichter, der in den 1950er und 1960er Jahren aktiv war.
Brozzi erlangte überregionale Bekanntheit durch seine Einsätze bei der Weltmeisterschaft 1958, bei der er unter anderem das Spiel um den dritten Platz zwischen Frankreich und Deutschland leitete, sowie im Weltpokal, bei dem er 1963 das Rück- sowie das Entscheidungsspiel zwischen dem AC Mailand und dem FC Santos pfiff. Zudem leitete er Spiele der Copa América. In der Spielzeit 1963/64 beendete er seine Laufbahn.